# Marazion
Marazion (AFI [mərə'zajən]) és una població a la costa sud de Cornualla, a la Gran Bretanya. És a uns 3 km a l'est de Penzance.
Al davant té a uns 400 m de la línia de costa de la marea alta l'illa de St Michael's Mount que la marea baixa converteix en una península.